# Mordecai Kaplan
Mordecai Menahem Kaplan (11 de junio de 1881 hasta 8 de noviembre de 1983) fue un rabino, ensayista y educador judío lituano-estadounidense y cofundador del Judaísmo reconstruccionista junto con su yerno Ira Eisenstein. Se le ha descrito como una «figura sobresaliente» en la historia reciente del judaísmo por su influyente labor para adaptarlo a la sociedad moderna, sosteniendo que el judaísmo debe ser una fuerza unificadora y creativa al hacer hincapié en el carácter cultural e histórico de la religión, así como en la doctrina teológica.

## Vida y obra
Kaplan nació en Sventiany en el Imperio ruso (actual Švenčionys, Lituania), hijo del rabino Israel Kaplan y Haya (Anna) Kaplan. En 1889, emigró a Estados Unidos con su madre y hermanas para unirse a su padre en la ciudad de Nueva York, quien estaba trabajando como dayán en el tribunal del rabino Jacob Joseph. Asistió a la yeshivá Etz Chaim en Manhattan por un período corto. En 1895 Kaplan asistió a la universidad de la ciudad de Nueva York. De 1893 a 1902 también estudió en el Seminario Teológico Judío de América. Después de graduarse del CCNY en 1900 se trasladó a la Universidad de Columbia a estudiar filosofía, sociología y educación, recibiendo una Maestría y un Doctorado. Con especialización en filosofía, escribió su tesis de maestría sobre la filosofía ética de Henry Sidgwick. Sus profesores incluyeron el filósofo de la cultura ética Felix Adler y el sociólogo Franklin Giddings.
En julio de 1908 se casó con Lena Rubin. Recibió semikhah del Rabino Isaac Jacob Reines mientras que en su luna de miel. Kaplan comenzó su carrera como un rabino ortodoxo en Congregación Kehilath Jesurún, una sinagoga en Nueva York. En 1912, fue asesor de los creadores del movimiento Joven Israel del judaísmo ortodoxo moderno, junto con el rabino Israel Friedlander. Él era un líder en la creación del concepto de centro de la comunidad judía, y ayudó a fundar la Sociedad para la Promoción de la judaísmo. 
Kaplan llevó a cabo la primera celebración pública de un bat mitzvah en los Estados Unidos, para su hija Judith, el 18 de marzo de 1922, en la Sociedad para el Avance del judaísmo, su sinagoga en la ciudad de Nueva York. Judith Kaplan recitó la bendición preliminar, leer una porción de la parashá de la semana en hebreo y en Inglés, y luego entonó la bendición de cierre. 
Desde 1934 hasta 1970 Kaplan escribió una serie de libros en la que expresó su ideología reconstruccionista, que era un intento de adaptar el judaísmo a las realidades modernas que, según Kaplan, creaban la necesidad de una nueva concepción de Dios. Su ideología básica se definió por primera vez en su obra de 1934 El judaísmo como civilización: Hacia la reconstrucción de la vida judeo-estadounidense. En 1935, bajo la dirección de Kaplan, se creó una publicación quincenal (The Reconstructionist), que adoptó el siguiente credo: «Dedicada al avance del judaísmo como civilización religiosa, a la construcción de Eretz Yisrael [la Tierra de Israel] como centro espiritual del pueblo judío y a la promoción de la libertad, la justicia y la paz universales». Kaplan refinó los objetivos de esta ideología en libros posteriores como: El significado de Dios en la religión judía moderna (1937), Judaísmo sin sobrenaturalismo (1958) y La religión de la nación ética (1970).Fue un escritor prolífico, llevando un diario a lo largo de la mayor parte de su vida. 
Kaplan veía su ideología como una «escuela de pensamiento» más que como una confesión independiente, y de hecho se resistió a presiones para convertirla en una, temiendo que pudiera fragmentar aún más a la comunidad judía estadounidense, y esperando que sus ideas pudieran aplicarse a todas las confesiones.
Kaplan no estaba satisfecho con los rituales y oraciones tradicionales, y buscaba formas de hacerlos más significativos para los judíos modernos. En 1941 escribió una controvertida Hagadá reconstruccionista, por la que recibió críticas de sus colegas del Seminario. Sin embargo, esto no le impidió publicar el Libro de Oraciones Reconstruccionista para el Sabbat de 1945, en el que, entre otras heterodoxias, negaba la exactitud literal de los textos bíblicos. Como consecuencia, fue excomulgado por la Unión de Rabinos Ortodoxos de Estados Unidos y Canadá, que celebró una ceremonia de herem en la que se quemó su libro de oraciones.
Aunque Kaplan prefería que el reconstruccionismo siguiera siendo una escuela de pensamiento no confesional en lugar de una denominación independiente, a finales de los años 40 y principios de los 50, varios laicos de sinagogas de todo Estados Unidos decidieron organizar una federación independiente de sinagogas reconstruccionistas,y en 1954 se organizó la Federación de Congregaciones y Havurots Reconstruccionistas. Con el paso de los años, el número de afiliados creció, pero no fue hasta finales de la década de 1960 cuando el movimiento se convirtió realmente en una confesión independiente, al abrir sus puertas el Reconstructionist Rabbinical College en 1968. A principios del siglo XXI contaba con más de 100 congregaciones y havurot.
Después de la muerte de su esposa en 1958, se casó con Rivka Rieger, un artista israelí. Murió en la ciudad de Nueva York en 1983 a la edad de 102 Fue sobrevivido por Rivka y sus hijas la dra. Judith (Kaplan) Eisenstein, Hadassah Musher, la dra. Naomi Wenner y Selma Jaffe-Goldman. 

## Relación con el judaísmo ortodoxo
Kaplan comenzó su carrera como un rabino ortodoxo en la Congregación Kehilath Jesurún en la ciudad de Nueva York, colaborando en la fundación del movimiento Young Israel del judaísmo ortodoxo moderno en 1912, y fue el primer rabino contratado por el nuevo Jewish Center en Manhattan cuando la sinagoga fue fundada en 1918. Kaplan mostró ser demasiado radical para la organización en sus opiniones religiosas y políticas, y renunció al Jewish Center en 1921. Kaplan fue objeto de una serie de artículos polémicos publicados por el rabino Leo Jung (quien se convirtió en el rabino del Jewish Center en 1922) en la prensa judía ortodoxa. 
A continuación, se involucró en la Sociedad para el Avance del Judaísmo, de corte reconstruccionista, donde el 18 de marzo de 1922, celebró lo que posiblemente fue la primera celebración pública de un bat mitzvá en los Estados Unidos, para su hija Judith. Esto dio lugar a numerosas críticas hacia Kaplan en la prensa judía ortodoxa. 
La idea central de Kaplan de entender el judaísmo como una civilización religiosa era una posición fácilmente aceptada en el judaísmo conservador, pero su concepción naturalista de Dios no fue tan aceptable. Incluso en el Seminario Teológico Judío (JTS, por sus siglas en inglés), como escribe The Forward, «[Kaplan] era un forastero, y, a menudo consideró en privado abandonar la institución. En 1941, los profesores ilustraron su desagrado con Kaplan al escribir una carta conjunta al profesor de homilética, expresando un completo disgusto con La Nueva Hagadá para el Seder de Pesaj [escrita por Kaplan]. Cuatro años más tarde, los profesores del seminario Alexander Marx, Louis Ginzberg y Saul Lieberman hicieron pública su reprensión al escribir una carta al periódico hebreo Hadoar, arrementiendo contra el libro de oraciones de Kaplan y su carrera entera como rabino». En 1945 la Unión de Rabinos ortodoxos «se reunió formalmente para excomulgar del judaísmo lo que consideró la voz más herética de la comunidad: el rabino Mordecai Kaplan, el hombre que se convertiría en un punto en el fundador del judaísmo reconstruccionista. Kaplan, crítico de tanto el judaísmo ortodoxo como el reformista, creía que la práctica judía, debería reconciliarse con el pensamiento moderno, una filosofía reflejada en su Libro de oraciones del Sabbat...».
Debido a la posición en evolución de Kaplan en asuntos de teología judía y la liturgia, fue también condenado como hereje por miembros de Young Israel, organización que había ayudado a fundar. Sus seguidores intentaron inducirlo a abandonar formalmente el judaísmo conservador, pero Kaplan permaneció con el seminario JTS hasta que se retiró en 1963 Por último, en 1968, su discípulo más cercano y yerno Ira Eisenstein fundó una escuela independiente, el Reconstructionist Rabbinical College (CRR; Universidad rabínico reconstruccionista), ubicado en in Wyncote, Pensilvania, en la que la filosofía de Kaplan, el judaísmo reconstruccionista, sería promovido como un movimiento religioso independiente.

## Creación de la Universidad
Kaplan escribió un influyente ensayo «Sobre la necesidad de una Universidad de judaísmo», en el que llamó a que se creara un ámbito universitario que pudiera presentar al judaísmo como una cultura profunda y una civilización en desarrollo. Su propuesta incluía programas en artes dramáticas y bellas artes para estimular la creatividad artística judía, una facultad para entrenar a los judíos a vivir plenamente en las culturas estadounidense y judía como ciudadanos contribuyentes, una escuela para capacitar a educadores judíos, y un seminario rabínico para educar rabinos creativos y visionarios. En 1947, con la participación del rabino Simon Greenberg sus esfuerzos hacia ese fin culminaron en la creación de la American Jewish University, en Los Ángeles, California, entonces conocida como la Universidad del Judaísmo. Sus ideas siguen encontrando expresión en los programas de pregrado, postgrado, rabínicos, y programas de educación continua de la Universidad.

## La teología de Kaplan
La teología de Kaplan proponía que a la luz de los avances en filosofía, ciencia e historia, sería imposible para los judíos modernos seguir respaldando muchas de las afirmaciones teológicas tradicionales del judaísmo. La teología naturalista de Kaplan se ha interpretado como una variante de la filosofía de John Dewey. El naturalismo de Dewey combinaba el ateísmo con la terminología religiosa con el fin de construir una filosofía satisfactoria en términos religiosos para quienes habían perdido la fe en la religión tradicional. Kaplan también fue influenciado por el argumento de Émile Durkheim respecto a que nuestra experiencia de lo sagrado es función de la solidaridad social. Las obras de Matthew Arnold y Hermann Cohen fueron otras influencias. 

De acuerdo con prominentes pensadores judíos medievales, entre ellos Maimónides, Kaplan afirmaba que Dios no era personal, y que toda descripción antropomórfica de Dios es, en el mejor de los casos, un metáfora imperfecta. La teología de Kaplan fue más allá al afirmar que Dios es la suma de todos los procesos naturales que permiten que el hombre se llegue a la autorrealización: 

Creer en Dios significa aceptar vida bajo el supuesto de que abriga las condiciones en el mundo exterior y deseos en el espíritu humano que en conjunto impulsan al hombre a trascenderse a sí mismo. Creer en Dios significa dar por sentado que el destino del hombre es elevarse por encima del bruto y para eliminar toda forma de violencia y explotación de la sociedad humana. En resumen, Dios es el Poder en el cosmos que le da la vida humana el sentido que le permite al ser humano reflejar la imagen de Dios.
No todos los escritos de Kaplan sobre el tema fueron consistentes, sin embargo. Su posición evolucionó en algún sentido con los años, y es posible discernir dos teologías distintas con una lectura cuidadosa. La perspectiva más popularmente asociada con Kaplan es el naturalismo estricto, a la Dewey, que ha sido criticado con el argumento de que usa terminología religiosa para enmascarar una posición no-teísta (si no completamente atea). Un colega de Kaplan del Seminario en la década de 1950, Will Herberg, llegó incluso a compararlo con la posición de Charles Maurras hacia la Iglesia católica.
El espíritu científico ha invadido todo el ámbito del pensamiento humano. Incluso la teología está cediendo el paso a la ciencia de la religión, con la que guarda la misma relación que la alquimia con la química...

-Mordecai Kaplan 
Una segunda línea de la teología Kaplanian deja claro que Dios tiene realidad ontológica, una real y absoluta existencia independiente de las creencias humanas, al tiempo que rechaza el teísmo clásico y cualquier creencia en los milagros. En 1973, Kaplan fue uno de los firmantes de Manifiesto Humanista II.

### Libros
- Judaism as a Civilization (1934)
- Judaism in Transition (1936)
- The Meaning of God in Modern Jewish Religion (1937).[23]
- The Future of the American Jew (1948)
- Questions Jews Ask (1956)
- Judaism Without Supernaturalism (1958)
- The New Zionism (1959)
- The Greater Judaism in the Making (1960)
- The Purpose and Meaning of Jewish Existence (1964)
- The Religion of Ethical Nationhood (1970)
- If Not Now, When? (1973)

### Artículos
- 'What Judaism is Not,' The Menorah Journal, Vol. 1, No. 4, (October 1915),[24]
- 'What is Judaism,' The Menorah Journal, Vol. 1, No. 5, (December 1915),[25]
- 'Isaiah 6:1–11,' Journal of Biblical Literature, Vol. 45, No. 3/4, (1926).
- 'The Effect of Intercultural Contacts upon Judaism,' The Journal of Religion, (January 1934).
- 'The Evolution of the Idea of God in Jewish Religion,' The Jewish Quarterly Review, Vol. 57, (1967).